# تپورنج
تپورنج (لایم‌کوات، Limequat) از تلاقی بین پورنج و لیموی شیرازی به وجود آمده‌اند
از نظر اندازه می‌توان گفت که این نوع از درخت لیموترش پاکوتاه می‌باشد و میوه اش از دسته مرکبات به حساب می‌آید.

## شرح
تپورنج (لیمو چهار فصل) نسبت به سرما در مقایسه لیمو ترش‌های دیگر تحمل پذیر تر اند.
این درختچه دمایی تا حدود ۴۵ درجه سانتی گراد را هم می‌تواند تحمل کند اما دمای مناسب برای نگهداری آن ۱۰ تا ۳۰ درجه می‌باشد.

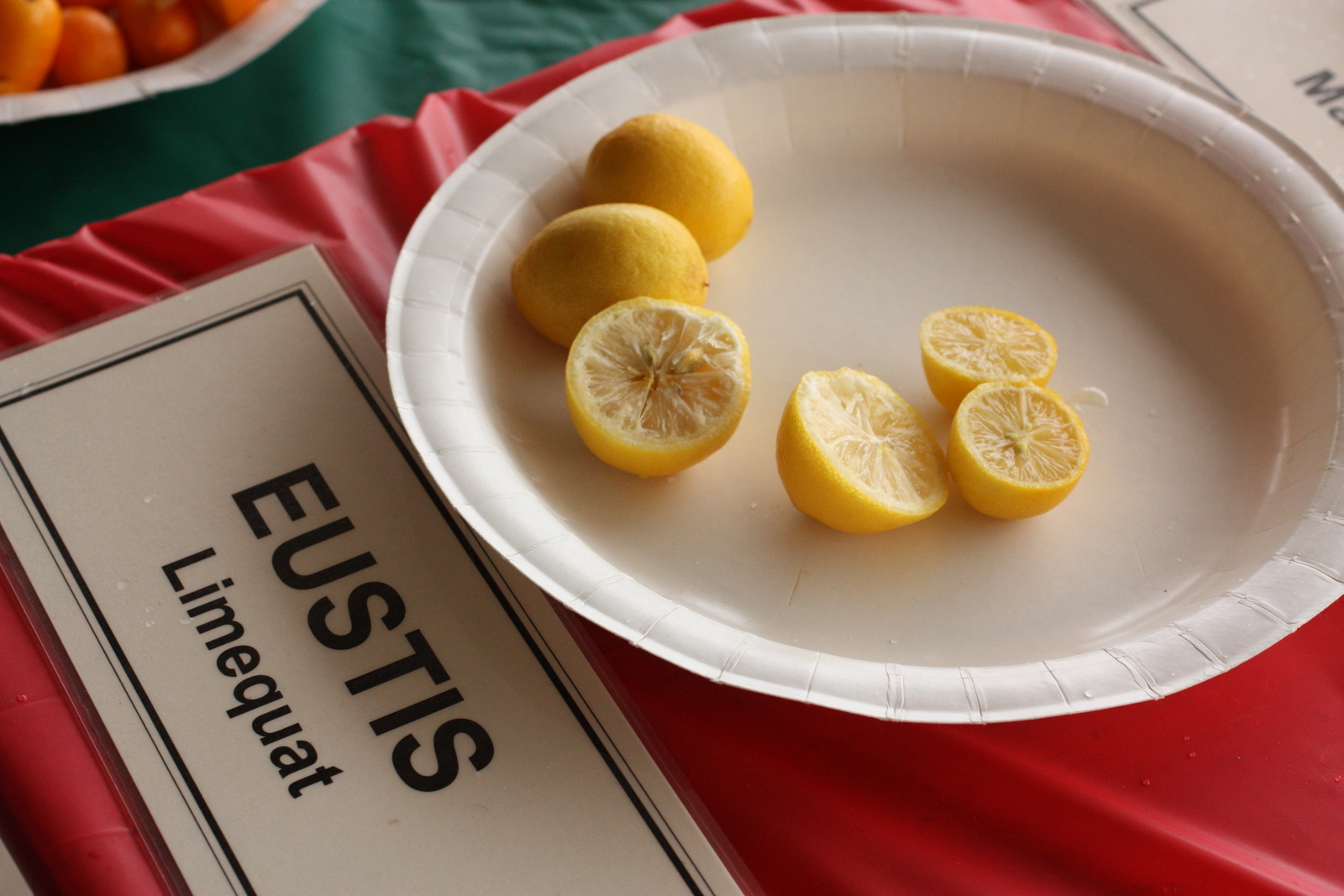
قسمت برش خورده

تپورنج درختچه ای متراکم، کوچک است در چند سال نخست کاشت، بسیار پرمحصول می‌باشد و میوه آن کوچک، تخم مرغی، زرد مایل به سبز و حاوی بذر می‌باشد.
میوه آن کوچک، تخم مرغی، زرد مایل به سبز و حاوی بذر می‌باشد.

## مزایای کاشت تجاری نهاللیمو ترشچهار فصل

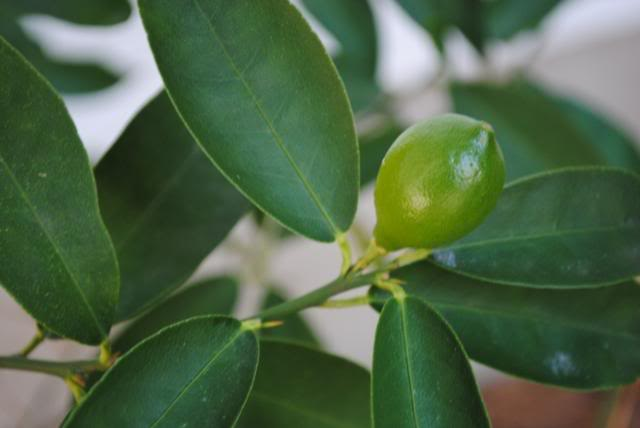
میوه کال تپورنج

1. فضای خالی بین درختان را به خوبی پر کرده و سوم و سرما در بین درختان در شبهای سرد زمستان نفوذ نمی‌کند و درختان اصلی محفوظند
2. ثمردهای سریع آن که معمولاً یک ماه قبل از دیگر لیموها می‌باشد بازار بسیار داغی را برای محصول این درخت به وجود آورده که سود سرشاری را نصیب کشاورزان می‌کند
3. سرما دوستی آن از دیگر مزایای مهم آن می‌باشد
4. عمر بلند و ثمر بسیار آن این درختان را گزینه اول انتخاب باغداران لیمو قرار داده‌است.
5. شکل بی نظیر و ظریف و آبدار آن مورد توجه بسیاری از مشتریان می‌باشد

۶. ماندگاری محصولا لیموی آنها روی شاخه تا برج ۱۲ بدون آنکه به قول معروف پوسکی شود از مزایای اقتصادی مهم کاشتن این درختان در بین باغداران می‌باشد.